# Six Feet Under (ścieżka dźwiękowa)
Six Feet Under – ścieżka dźwiękowa do serialu Sześć stóp pod ziemią wydany w 2002 roku przez Universal Music.

## Lista utworów
1. Thomas Newman – "Six Feet Under Title Theme" (1:36)
2. Lamb – "Heaven" (4:58)
3. Stereo MC’s – "Deep Down & Dirty" (4:22)
4. Peggy Lee – "I Love Being Here With You" (2:44)
5. PJ Harvey – "One Time Too Many" (2:52)
6. The Beta Band – "Squares" (3:44)
7. Zero 7 – "Distractions" (5:16)
8. Shuggie Otis – "Inspiration Information" (4:10)
9. The Dining Rooms – "Pure & Easy" (4:34)
10. Craig Armstrong featuring Paul Buchanan – "Let’s Go Out Tonight" (6:02)
11. Classics IV – "Spooky" (2:50)
12. The Dandy Warhols – "Bohemian Like You" (3:28)
13. Orlando Cachaito Lopez - "Mis Dos Pequeñas" (4:04)
14. The Devlins – "Waiting" (Tom Lord-Alge Remix) (4:51)
15. Thomas Newman – "Six Feet Under Title Theme" (Rae & Christian Remix) (5:19)
16. Thomas Newman – "Six Feet Under Title Theme" (Photek Remix) (5:08)
17. Julie London – "Yummy Yummy Yummy" (2:56)